# Holdrege (Nebraska)
Holdrege je grad u američkoj saveznoj državi Nebraska. Prema popisu stanovništva iz 2010. u njemu je živjelo 5,495 stanovnika.